# Spui (Den Haag)

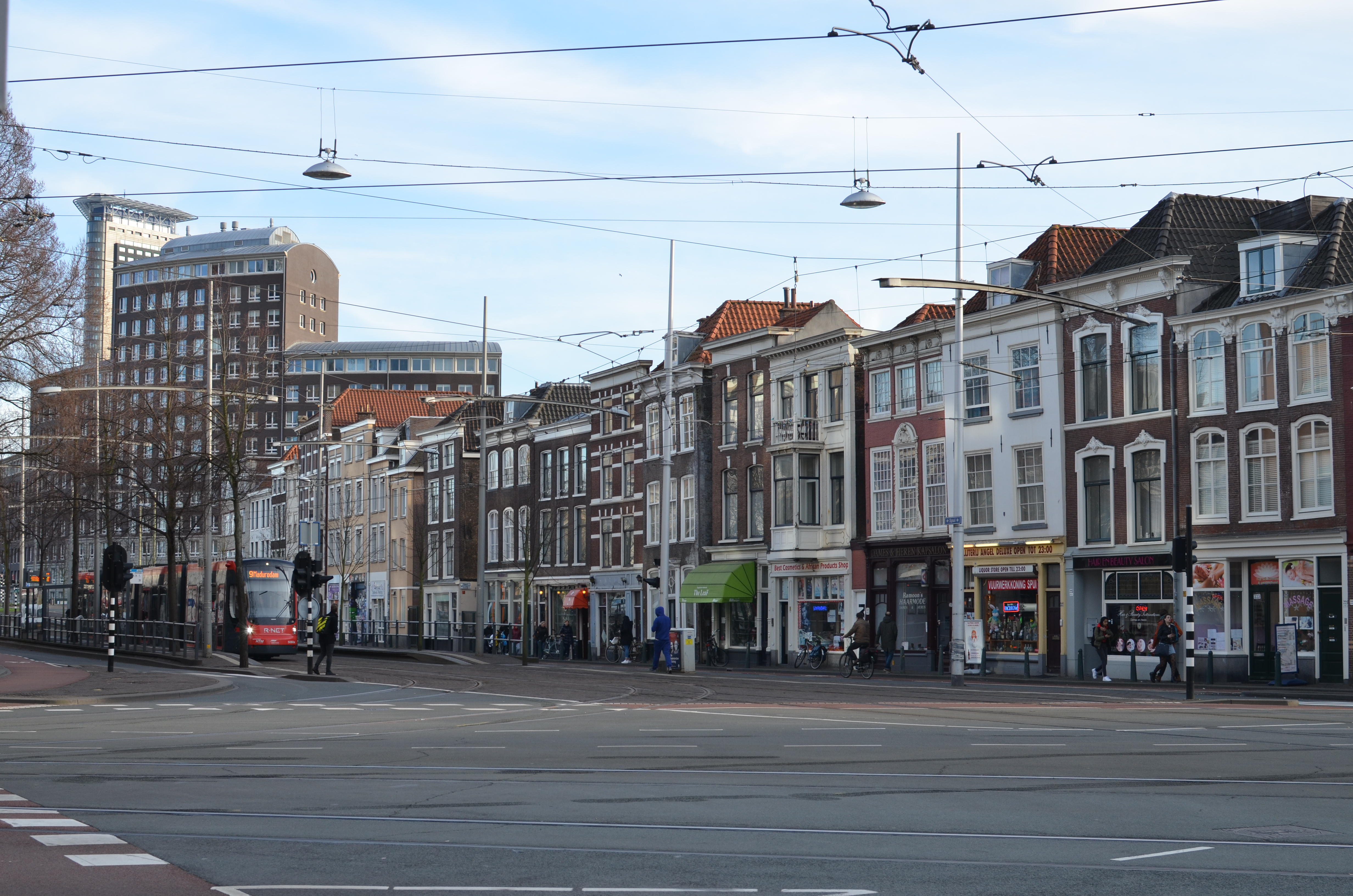
Spui in 2019, gezien richting Rijswijkse Plein, met tramhalte Bierkade

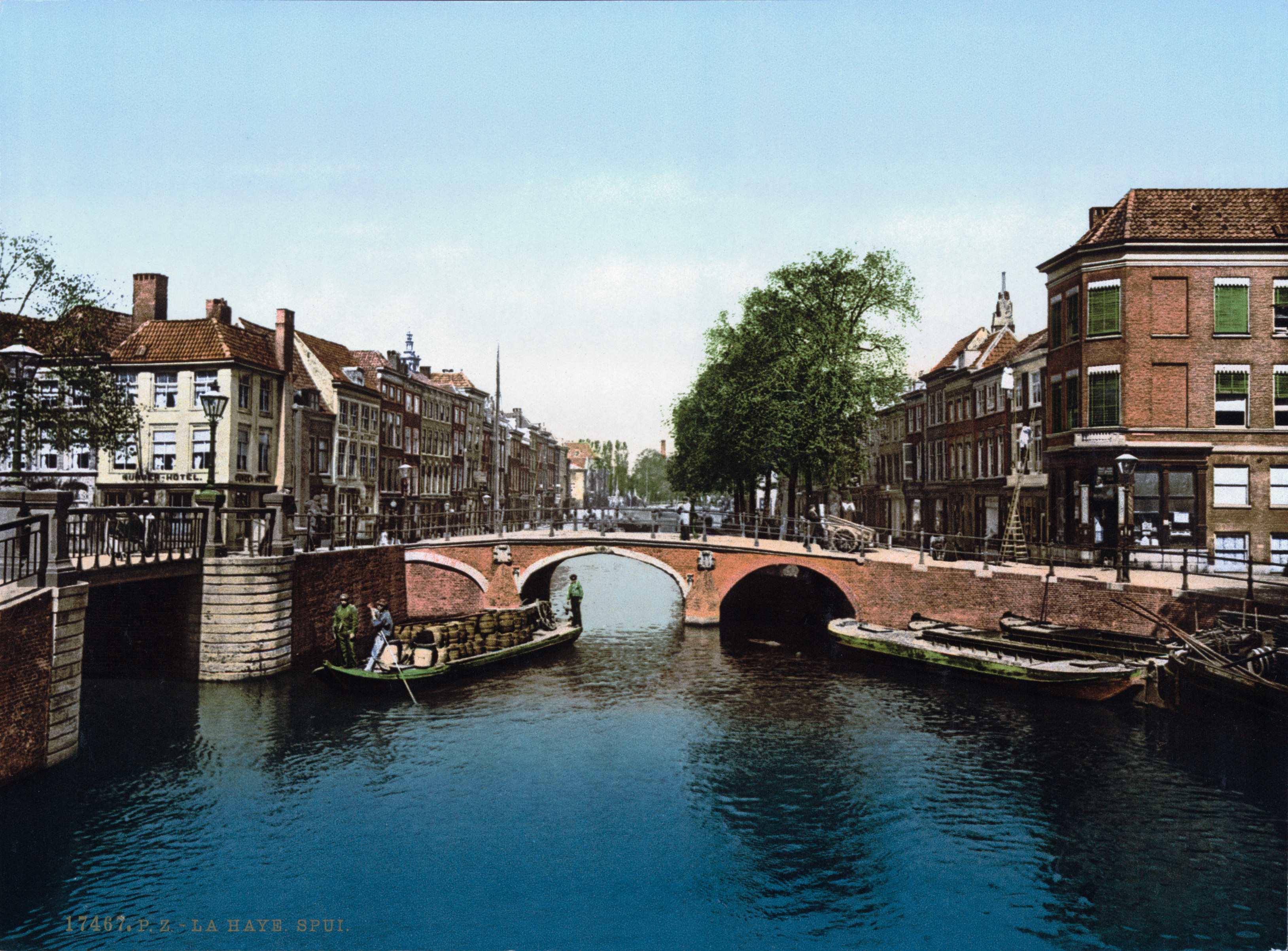
Spui (ca. 1900), gezien vanaf het Zieken naar het centrum. Links de Bierkade

Het Spui (oorspronkelijk: Spoye) in Den Haag is een gedempte gracht en een straat waar verschillende Haagse tramlijnen doorheen rijden. Onder de kruising met de Grote Marktstraat en de Kalvermarkt ligt het gelijknamige tramstation Spui.
Er staan verschillende gebouwen aan het Spui, zoals de zeventiende-eeuwse Nieuwe Kerk en het Theater aan het Spui. In hetzelfde gebouw is het Filmhuis Den Haag gevestigd.
Aan het Spui is tussen 2015 en 2020 Amare gebouwd. Om plaats te maken voor dit gebouw zijn het Lucent Danstheater en de Dr. Anton Philipszaal in 2015 afgebroken. Amare is geopend in 2021.

## Geschiedenis

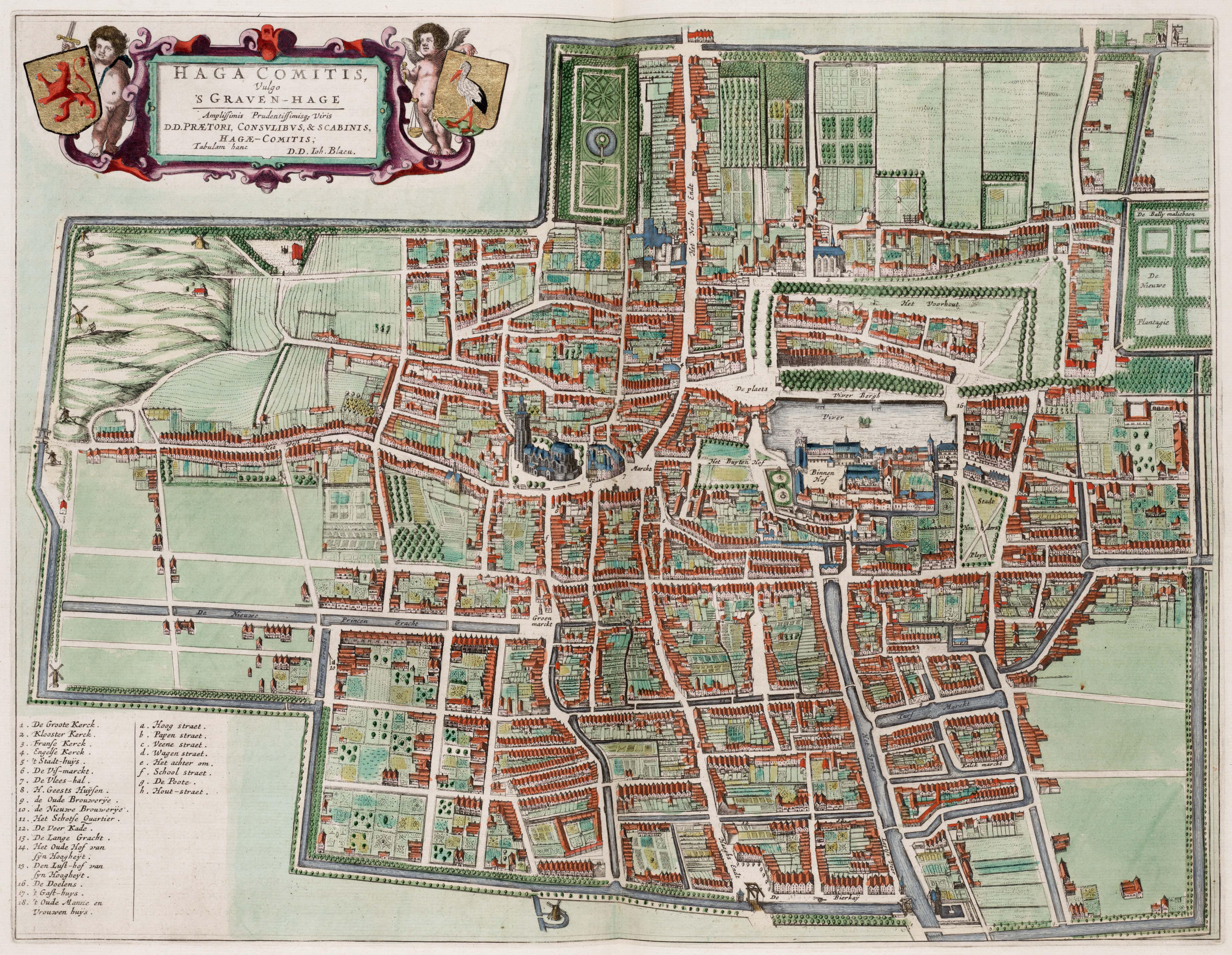
's Gravenhage in 1649 volgens Blaeu

De waterloop, aangelegd in 1345, was tot de 19e eeuw een belangrijke waterweg voor Den Haag. De gracht liep van de Hofvijver naar de Vliet. Verschillende grachten kwamen uit op het Spui: de Lange Gracht (nu Gedempte Gracht genoemd), Turfmar(c)kt (de Oude Brouwerÿe), Kal(c)kmarkt/Schedeldoekshaven, Statengracht (Ammunitiehaven), de Veer kade en de Bierkade (Bierkaÿ). Er werd veel handel gedreven. De naam "Spoye" verwijst naar de waterloop die al in de 14e eeuw gebruikt werd om water te lozen (spuien) uit de Hofvijver in de Vliet.
De oudste bebouwing aan het Spui dateert uit circa 1350, zo bleek uit archeologische opgravingen uitgevoerd in 2012. Nadat het klooster van Sint-Maria in Galilea zich in de 15e eeuw vestigde aan de noordzijde van de gracht, kochten de nonnen grote stukken land op, wat tot de Reformatie de verdere ontwikkeling van woningbouw zou afremmen. De bewoners van het Spui, met name dichter bij het Binnenhof, waren vaak mensen die welvarend waren geworden door koophandel en ambachten.

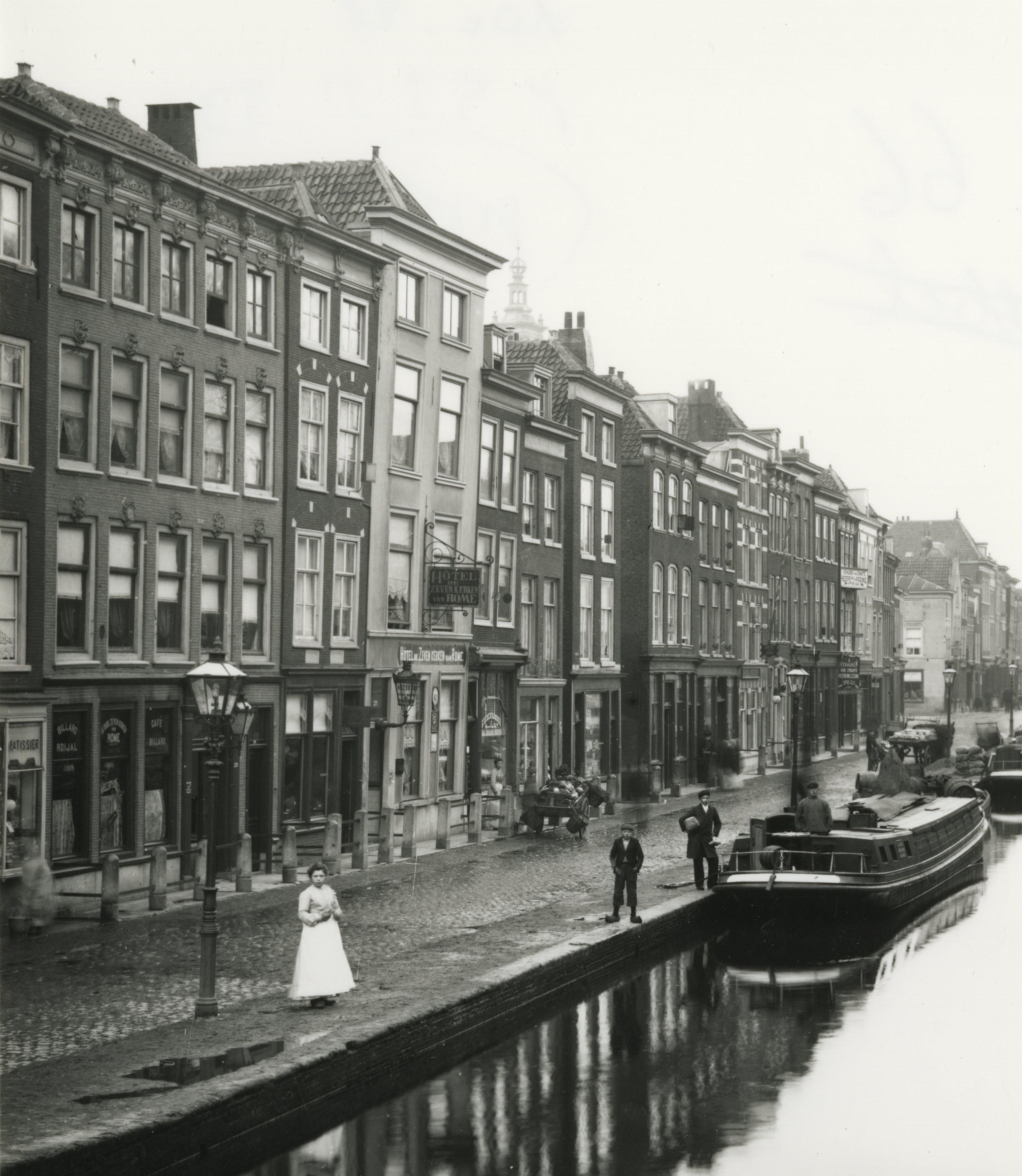
Spui nr. 271, was het hotel 'De Zeven Kerken van Rome', dat daarvoor 'Hotel Pico' heette. In 1872 verbleven de socialistische revolutionairs Karl Marx en Friedrich Engels in Hotel Pico, tijdens het Haags congres van de Eerste Internationale. Het hotel staat ook bekend om zijn werknemers Hendrik Jut en diens latere vrouw Christina Goedvolk, die daar werkten in hetzelfde jaar dat Marx en Engels daar verbleven. In december 1872 pleegden Hendrik Jut en Christina Goedvolk een dubbele moord in Den Haag.
(foto uit ± 1900)

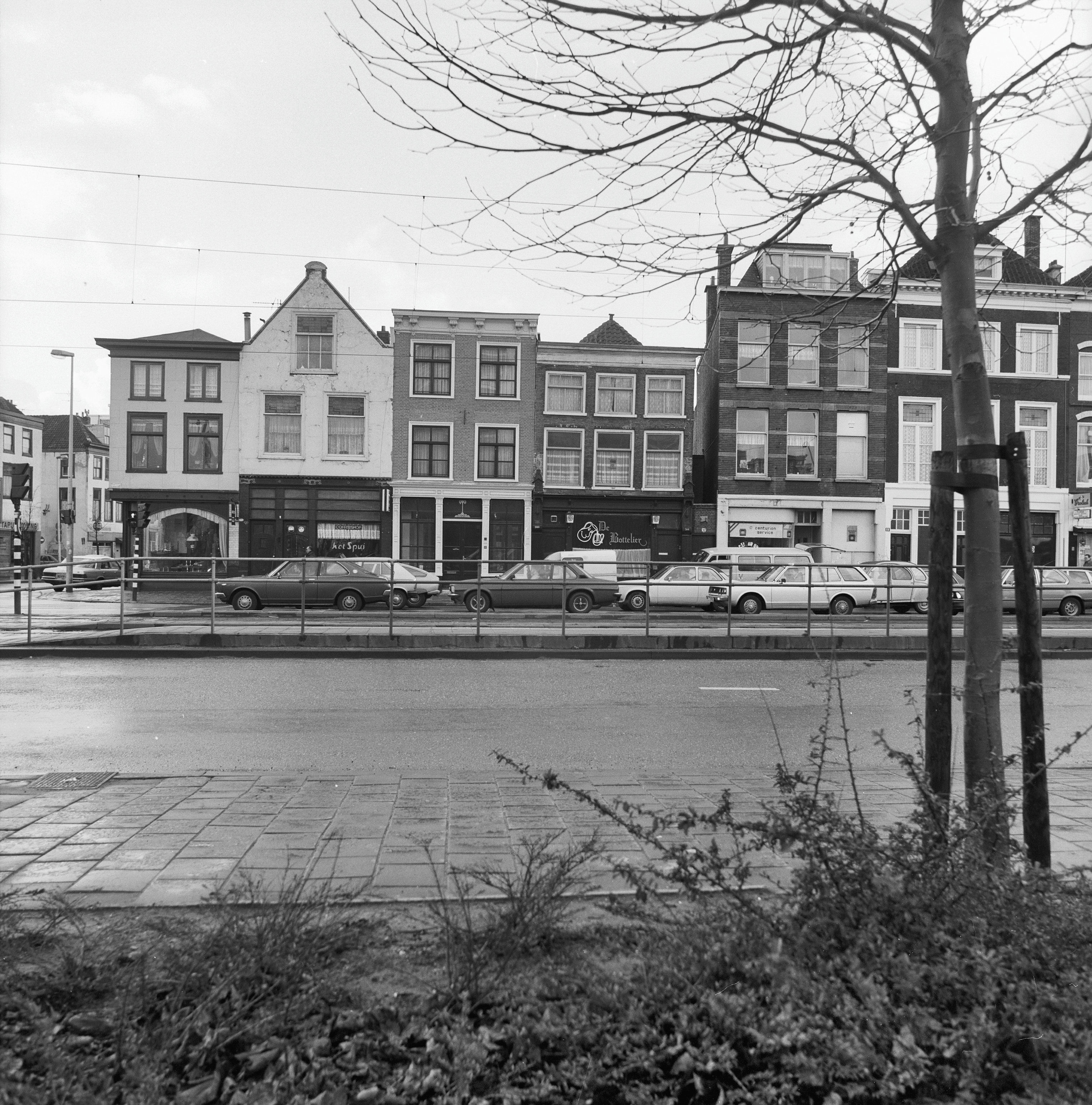
Spui in 1981

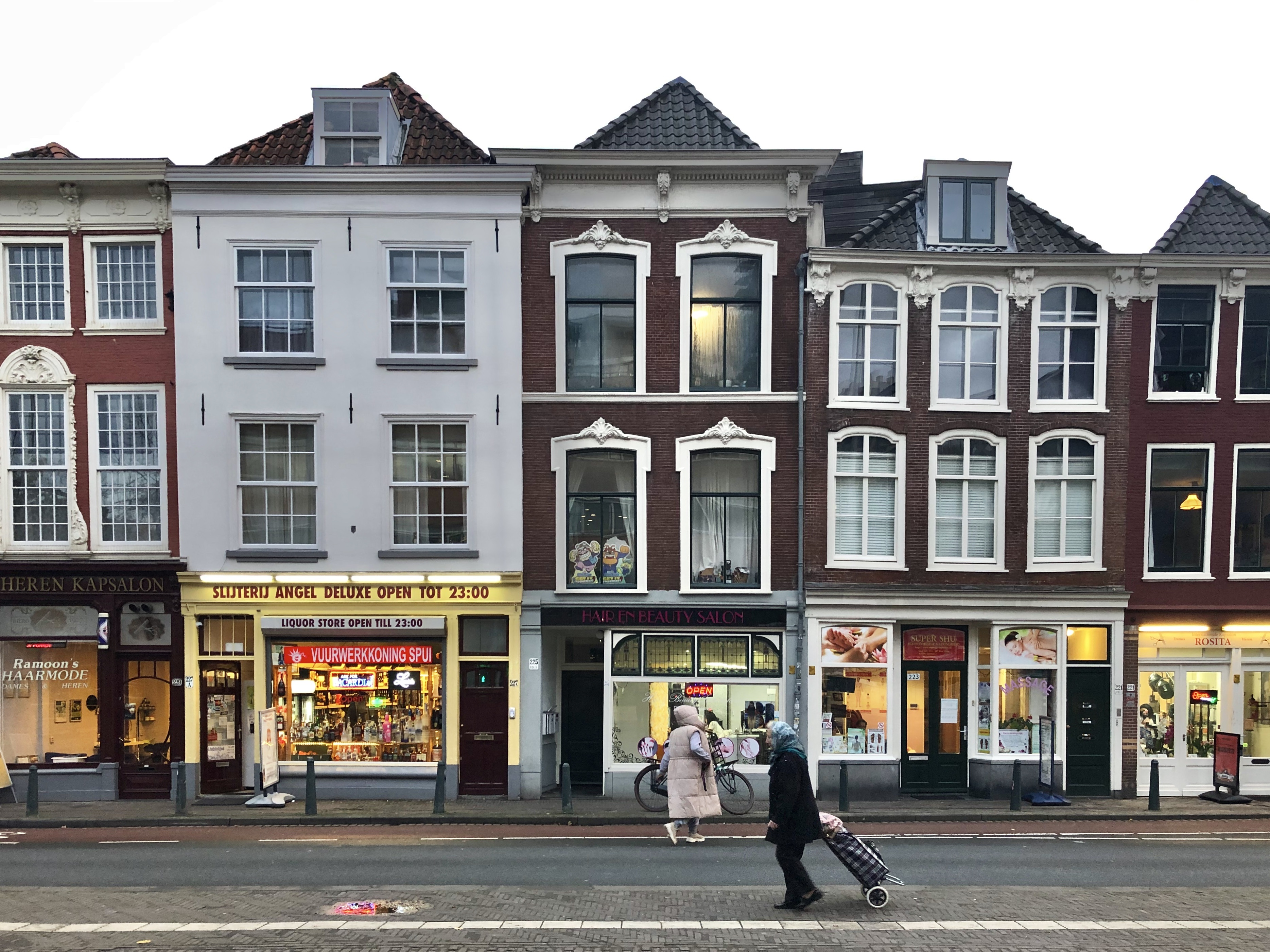
Spui in 2021

### Demping
De demping van het Spui ging in etappes tussen 1861 en 1904 en maakte onder meer de aanleg van de elektrische tram mogelijk. Het straatbeeld veranderde hierdoor drastisch. De kleinschaligheid van huizenwand - kade - gracht maakte plaats voor een brede verkeersader. De demping werd noodzakelijk geacht omdat de grachten stonken en veel ziekten verspreidden. Volgens de kaart van Blaue uit 1649 wordt het huidige Spui als Speuy geschreven en eindigt op de plek die nu de overgang is van het Spui met de Hofweg is, met links de Spuistraat en rechts de Lange Poten (de Poote). Deze plek was bekend als de Kapelsbrug. Het water vervolgde naar de Hofsingel en de Hofvijver.

### Verkeersdoorbraken
Tot de door Berlage geïnitieerde Haagse verkeersdoorbraken – die onder meer de nieuw aangelegde Hofweg opleverende – liep het Spui op de Kapelsbrug dood en reden de trams van lijn 1, 6, 8 en 9  rechtsaf de Lange Poten in. Pas na de doorbraak van de Kalvermarkt naar de Fluwelen Burgwal en de aanleg van de Hofweg konden trams de slingerroute door Lange en Korte Poten/Herenstraat en via het Plein en de Lange Vijverberg verlaten. In de jaren 1920 werd het Spui via het Rijswijkseplein/-weg en de Rijswijkse Haagweg de rechtstreekse verbinding met Rotterdam terwijl de doorbraak naar de Kneuterdijk in 1924 het Spui de meest rechtstreekse verbinding tussen Scheveningen en het centrum opleverde. Sindsdien reden er ook geen trams meer door het Binnenhof.
Aan de zuidkant van het Spui was in het verleden een wijk voor arme Joden. Er werd later een Joodse school gesticht. Het Rabbijn Maarsenplein herinnert aan de Joden die na de Tweede Wereldoorlog niet meer terugkwamen. De rijkere Portugese Joden woonden vooral aan de Nieuwe Uitleg. De in 1649 voltooide Nieuwe Kerk is het bekendste Haagse monument aan het Spui. Het Haagse Stadhuis (het IJspaleis), architect Richard Meier, is het monument van de toekomst. Er tegenover is op de gevel van het gebouw op de hoek van de Kalvermarkt is een gedenksteen gemetseld die aangeeft dat op die plek het hotel stond waar de jonge Wolfgang Amadeus Mozart in 1765 logeerde toen hij Den Haag bezocht.

### Tramlijnen
Den Haag kreeg in 1864 de eerste paardentram in de Benelux. 
Vanaf 1877 ging de paardentram vanaf het Plein naar station HS rijden, via Spui, Gedempte Gracht en Wagenstraat. In 1905 werd dit de elektrische lijn 1 (1e). Die reed vanaf station HS via de Amsterdamse Veerkade en Spui, en terug via Spui en Gedempte Gracht en Wagenstraat. Er was toen geen betere route. In 1919 kwam lijn 4 daar bij; in 1920 lijn 9, en in 1926 lijn 8. In datzelfde jaar werd de route van al deze lijnen verlegd naar het Zieken. Lijn 6, ingesteld in 1906, vanaf station HS via Parallelweg, Vaillantlaan, Hobbemastraat, Om en Bij en Hoge Zand, en reed op enkelspoor richting Plein via de zeer krappe Herderstraat, Paviljoensgracht, Stille Veerkade, Amsterdamse Veerkade en Spui; en terug via Spui, Gedempte Gracht en Herderstraat. Ook lijn 6 verliet deze routes in 1926 en reed voortaan via de nieuwe Grote Marktstraat en het Spui naar het Plein. In 1930 vervalt de route via het Plein. Sindsdien stak lijn 6 het Spui alleen nog over en reed via Kalvermarkt en Fluwelen Burgwal. In 1927 kwamen de interlokale lijnen I-1 naar Delft en I-3 naar Voorburg er bij op het Spui, en lijn 17 (2e) reed er alleen in 1927-1928. In 1940 kwam lijn I-2 naar Leiden er bij. Die werd in 1961 opgeheven. Lijn 4A reed er tussen 1947 en 1959, en werd toen samen met lijn 4 vervangen door lijn 16 & 17. Lijn 17 (3e) verdween al in 1965. In 1963 werd lijn I-3 vernummerd in 36, en in 1966 in lijn 10. Die bleef tot 2003 via het Spui rijden. Lijn I-1 werd lijn 37 in 1965 en in 1966 lijn 1(3e). Lijn 1 rijd nog steeds over het Spui, en lijn 9 ook. Lijn 8 werd in 2003 opgeheven. Sinds 2002 rijd lijn 15 er ook. Lijn 16 reed er tot 1983, waarna lijn 16 en 12 gecombineerd werden tot één lijn, 12. Via de Lange Vijverberg. In 1996 werd dit teruggedraaid en keerde lijn 16 terug op het Spui. In 1999 komt lijn 17 (5e) er te rijden; dit duurt tot 2003.

### Herstructurering
Na de Tweede Wereldoorlog was het gebied rond het Spui een grote verpauperde omgeving en tot ver in de jaren 1970 werd er gesloopt en gebroken. De bouw van de twee ministeries van Justitie en Binnenlandse Zaken en het Prins Bernhard-viaduct was een aanzet tot de verbetering van de leefomgeving. De bouw van de theaterzalen voor het Residentie Orkest en het Nederlands Danstheater, jaren 1980, waren de aanzet tot verdere revitalisering. Op het gedeelte tussen Veer- en Bierkade werden oude panden gerestaureerd. Het Spui kreeg een vrije trambaan in het midden en er werden tientallen bomen neergezet.

### De kern gezond
In 2000 heeft de gemeente Den Haag 64 lindes geplant die afkomstig waren uit Baarn.
In november 2009 startte, in het kader van het langjarige plan ‘De Kern Gezond’ de herinrichting van het Spui tot voetgangersgebied. Op 15 november 2010 deelde de gemeente mee dat de herinrichting van het Spui tot voetgangersgebied was afgerond. Concreet betekent dit dat particulier autoverkeer tussen Hofweg en Schedeldoekshaven niet meer mogelijk is. Voor taxi’s met vergunning en openbaar vervoer blijft doorrijden mogelijk. Ook hulpdiensten houden toegang en bevoorrading van winkels is mogelijk tot 11.30 uur. Reizigers en winkeliers betreurden het vervallen van de tram- en bushalte voor de theaters. De herinrichting sluit aan bij het autoluwe karakter van de Grote Marktstraat.

## Omgeving

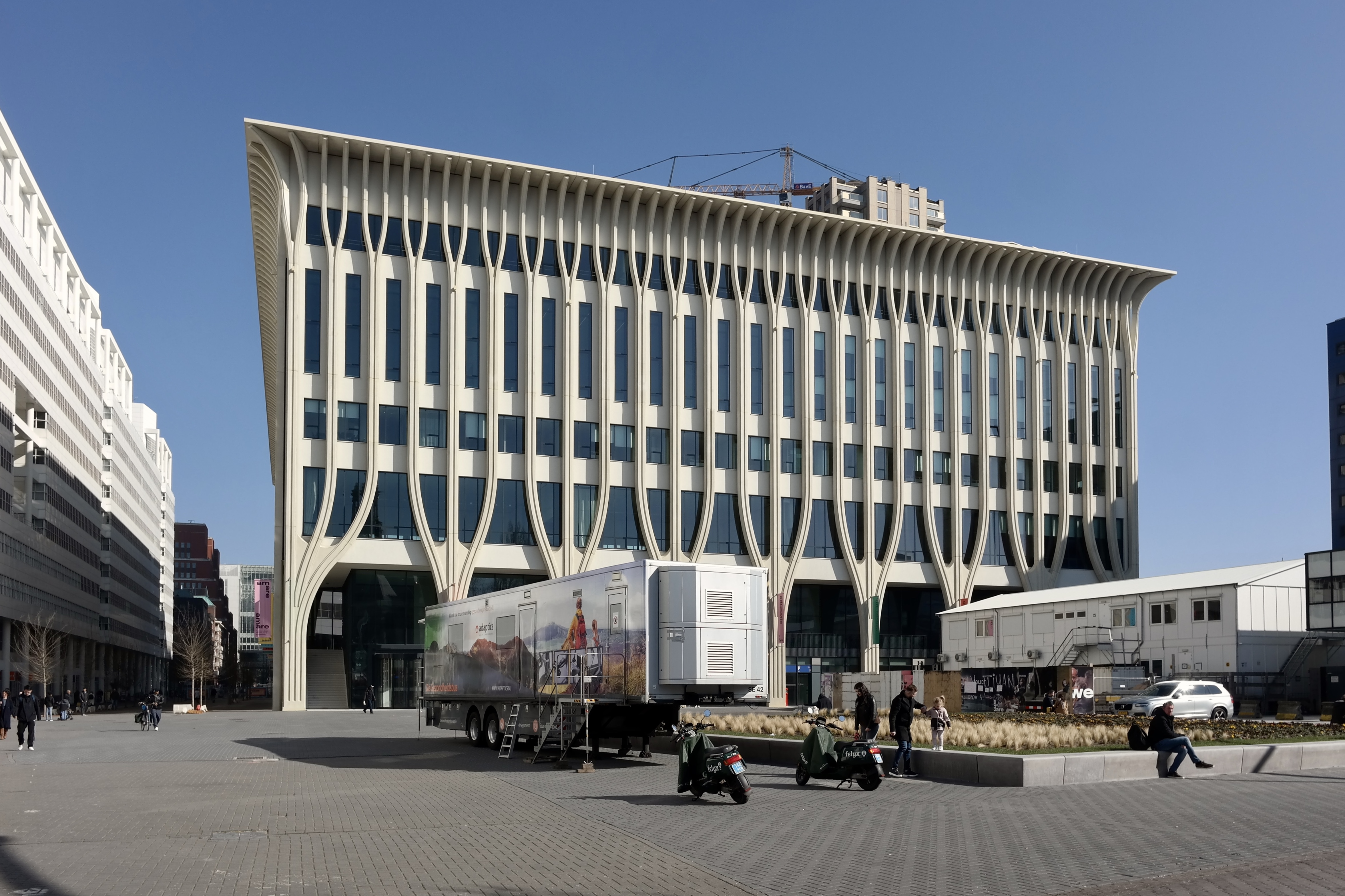
Cultuurcomplex Amare

- Aan het Spui staat de Bibliotheek Den Haag en vlak daarachter het Stadhuis van Den Haag.
- Bij het tramstation onder het kruispunt met de Grote Marktstraat is winkelcentrum Spuimarkt, met onder meer bioscoop Pathé Spuimarkt en C&A. Aan het Spui staat de voormalige bioscoop ASTA en het voormalige warenhuis van V&D.
- Aan de Grote Marktstraat zijn onder meer vestigingen van de HEMA, De Bijenkorf en Albert Heijn.
- Aan het Spuiplein staat sinds 2021 het cultuurcomplex Amare waarin het Koninklijk Conservatorium , het Residentie Orkest, het Nederlands Dans Theater en de Stichting Dans- en Muziekcentrum Den Haag gehuisvest zijn.

### Lijst van plekken genoemd naar het Spui
- Spuiplein: het plein tussen het Stadhuis, de Nieuwe Kerk en Hotel Mercure,
- Hofspui: het deel van het Spui tussen de Hofweg en de Grote Marktstraat (de naam Hofspui is niet meer in gebruik),
- Theater aan het Spui: het vlakke-vloer theater en Filmhuis aan het Spuiplein,
- Spuimarkt: het complex op de hoek van het Spui en de Grote Markt,
- Spuipoort: voormalige poort naar het Binnenhof.

## Trivia
- Het Spui is een straat in de Nederlandse Monopoly.
- Het Spuiplein was jarenlang de bekendste plek voor skateboarders uit de omgeving.